# Amphianthus bathybium
Amphianthus bathybium är en havsanemonart som beskrevs av Hertwig 1882. Amphianthus bathybium ingår i släktet Amphianthus och familjen Hormathiidae. Inga underarter finns listade i Catalogue of Life.